# Ямская (приток Лименды)
Ямская — река в России, протекает по Котласскому району Архангельской области. Устье реки находится в 56 км по правому берегу реки Лименда. Длина реки составляет 59 км.

## Притоки
- 34 км: река Еловка
- 35 км: река Корнашница

## Данные водного реестра
По данным государственного водного реестра России относится к Двинско-Печорскому бассейновому округу, водохозяйственный участок реки — Вычегда от города Сыктывкар и до устья, речной подбассейн реки — Вычегда. Речной бассейн реки — Северная Двина.
Код объекта в государственном водном реестре — 03020200212103000025225.